# Itosu Ankō
Itosu Ankō (糸州 安恒 Itosu Ankō; Naha, 1830 – Naha, 11 marzo 1915) è stato un karateka e maestro di karate giapponese.
Di statura piccola e di costruzione robusta, fu un uomo dall’incredibile abilità e potenza. Cominciò il karate con il maestro Nagahama Chikudun Pechin, per poi passare, in seguito alla morte di quest’ultimo, ad allenarsi con il maestro Sōkon Matsumura all’età di 16 anni. Fu uno dei migliori allievi di Sōkon Matsumura ed è considerato il primo grande "modernizzatore" avendo operato modifiche al karate precedente per poter diffondere la disciplina su larga scala, eliminando le tecniche più pericolose contenute nei kata. Lavorò per 30 anni come segretario personale del re Sho Tai, ultimo sovrano del Regno delle Ryūkyū, ma in seguito all’annessione delle isole al Giappone molti funzionari, incluso Itosu, finirono in povertà. Nel 1901 riuscì a far adottare il karate come disciplina nella scuola elementare di Shuri. In tal modo il karate poté essere assimilato da un numero di persone decisamente più ampio del passato, quando veniva tramandato in segreto e solo ad una ristretta cerchia di adepti. La stessa modalità d'insegnamento mutò alla radice: fino ad allora un maestro insegnava a uno o due allievi alla volta; nella scuola, invece, un unico insegnante dirigeva tutti gli allievi, gridando ogni comando. Egli, inoltre, modificò i kata esistenti, o li creò addirittura, proprio per renderli più adatti all'insegnamento scolastico. La capacità pedagogica di Itosu si riflette nella grande preparazione dei suoi allievi, molti dei quali diventarono fondatori di stili importanti (due su tutti Gichin Funakoshi e Kenwa Mabuni).